# Melipotis stolida
Melipotis stolida är en fjärilsart som beskrevs av Walker 1857. Melipotis stolida ingår i släktet Melipotis och familjen nattflyn. Inga underarter finns listade i Catalogue of Life.